# Werner Sobek

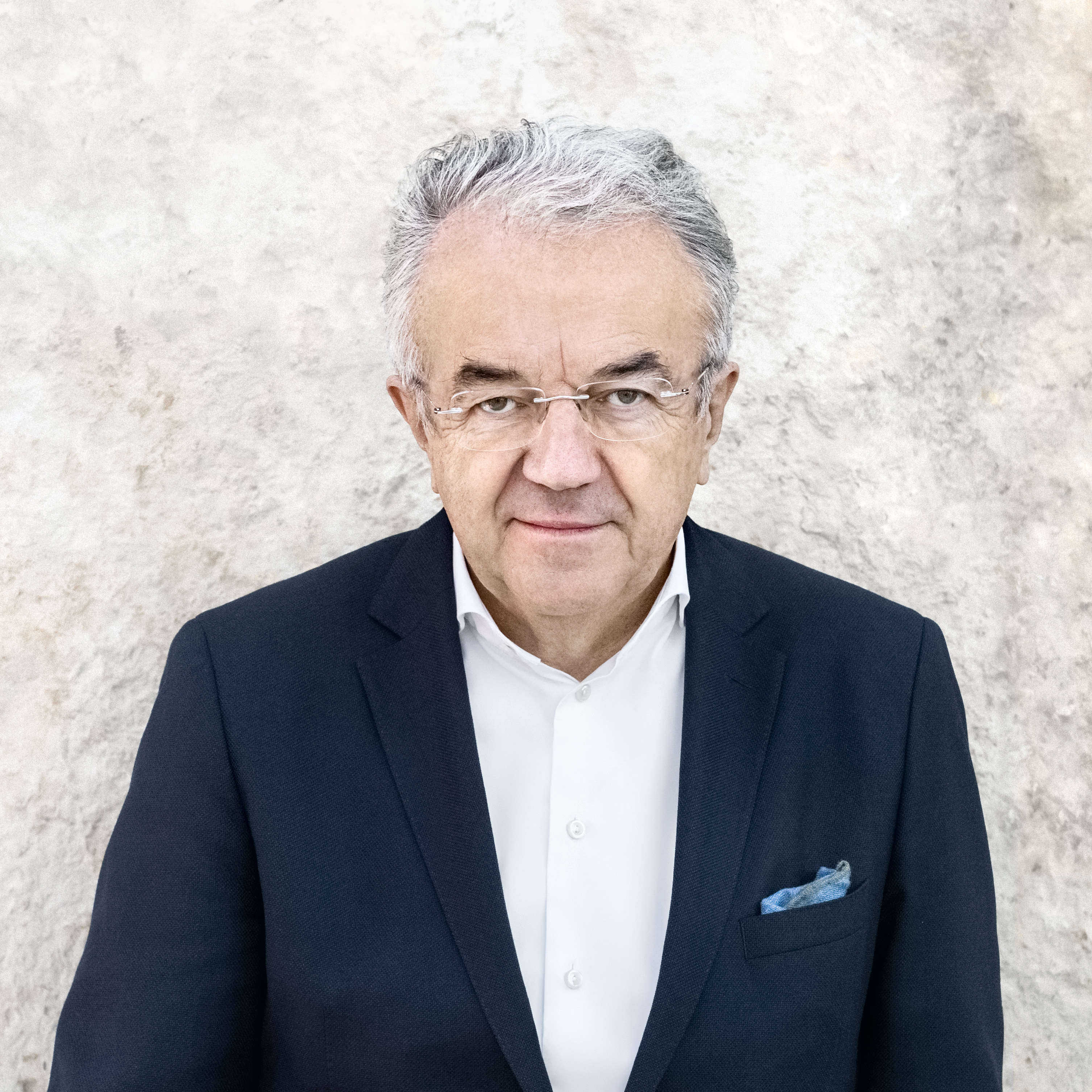
Werner Sobek (2020)

Werner Sobek (* 16. Mai 1953 in Aalen) ist ein deutscher Architekt und Bauingenieur. Er war ordentlicher Professor an der Universität Stuttgart und Gründer des Instituts für Leichtbau Entwerfen und Konstruieren (ILEK) – damit erfuhr der wissenschaftsorganisatorische Rahmen der Stuttgarter Schule des Konstruktiven Ingenieurbaus eine bedeutsame Weiterentwicklung. Sobek ist Gründer, Mitinhaber und Aufsichtsrat der Werner Sobek AG. Er ist einer der Initiatoren der Deutschen Gesellschaft für Nachhaltiges Bauen.

## Leben
Von 1974 bis 1980 absolvierte Sobek ein Bauingenieur- und Architekturstudium an der Universität Stuttgart. Er war zwischen 1980 und 1986 wissenschaftlicher Mitarbeiter am Sonderforschungsbereich SFB 64 Weitgespannte Flächentragwerke an der Universität Stuttgart. Im Jahr 1987 erfolgte seine Promotion im Bauingenieurwesen an der Universität Stuttgart. Zwischen 1987 und 1991 arbeitete er in Stuttgart im Ingenieurbüro Schlaich Bergermann und Partner.
Im Jahr 1991 wurde er zum Professor und Leiter des Instituts für Tragwerksentwurf und Bauwesenforschung an der Universität Hannover berufen. 1992 gründete er das Büro Werner Sobek, seit 2018 Werner Sobek AG, die mittlerweile neben seinem Hauptstandort in Stuttgart u. a. in Belgrad, Berlin, Buenos Aires, Dubai, Frankfurt am Main, Hamburg, Istanbul, Kopenhagen, New York, Tashkent, Weinheim und Wien vertreten ist.
Ab 1994 war Sobek Professor an der Universität Stuttgart als Nachfolger von Frei Otto und Direktor des Instituts für Leichte Flächentragwerke und des Zentrallabors des Konstruktiven Ingenieurbaus. Im Jahr 1998 wurde er Mitglied des Vorstands der Ingenieurkammer Baden-Württemberg und zum Prüfingenieur für Baustatik für alle Fachrichtungen ernannt.
Im Jahr 2000 übernahm er einen zweiten Lehrstuhl als Nachfolger von Jörg Schlaich und gründete das Institut für Leichtbau Entwerfen und Konstruieren (ILEK). Von 2000 bis 2001 war er Gastprofessor an der Technischen Universität Graz. Seit 2002 ist er Mitglied der Architektenkammer Baden-Württemberg, außerordentliches Mitglied des BDA und Mitglied der Deutschen Akademie für Städtebau und Landesplanung.
Im Jahr 2004 würdigte die Pinakothek der Moderne in München sein Schaffen mit der Ausstellung show me the future – wege in die zukunft. engineering und design von werner sobek. Im Jahr 2009 folgte eine große Ausstellung in der Ringturm-Galerie in Wien unter dem Titel Skizzen für die Zukunft – Werner Sobek und das ILEK. Diese Ausstellung wurde auch im Rahmen der Architekturbiennale 2010 in Moskau gezeigt, wo sie eine Auszeichnung als beste Gastausstellung erhielt.
Werner Sobek war von 2006 bis 2010 Mitglied des Forschungs- und Technologiebeirats der TU Graz und Vorsitzender des Hochschulrats der neu gegründeten HafenCity Universität in Hamburg. In 2007–2008 hatte Werner Sobek eine Gastprofessur an der Harvard Graduate School of Design (GSD) in Cambridge, Massachusetts, inne. Im April 2008 wurde Werner Sobek zum Präsidenten der Deutschen Gesellschaft für Nachhaltiges Bauen e. V. (DGNB) gewählt, zu deren Gründungsmitgliedern er gehört. Dieses Amt hatte er bis zum 21. Juni 2010 inne. Im Juni 2013 entschloss sich Werner Sobek, nicht mehr für das Präsidium der DGNB zu kandidieren. Von Sommer 2008 bis Frühjahr 2014 war Werner Sobek darüber hinaus auch Mies van der Rohe Studio Professor am Illinois Institute of Technology in Chicago.
Am 10. Juni 2009 verlieh ihm die TU Dresden für seine Verdienste um die Entwicklung der modernen Architektur, insbesondere im Hinblick auf das schöpferische Zusammenwirken von Architekten und Ingenieuren und sein Engagement für ein Umdenken im Bauen für die Zukunft den akademischen Grad Doktor der Ingenieurwissenschaften Ehren halber (Dr.-Ing. E. h.). Am 8. November 2013 zeichnete ihn die TU Graz „in Würdigung seiner hervorragenden wissenschaftlich-technischen Verdienste auf den Gebieten Architektur und Bauingenieurwesen“ mit einem Ehrendoktorat (Dr. h. c.) aus.
Das von Werner Sobek gegründete Institut für Leichtbau Entwerfen und Konstruieren (ILEK) der Universität Stuttgart vereinigt in Forschung und Lehre die in der Architektur dominanten Bereiche des Entwerfens und Gestaltens mit den im Bauingenieurwesen im Mittelpunkt stehenden Bereichen der Analyse und Konstruktion sowie der Materialwissenschaft. Auf der Grundlage einer zielorientierten und interdisziplinären Vorgehensweise befasst sich das Institut mit der konzeptionellen und werkstoffübergreifenden Entwicklung von allen Arten von Bauweisen und Tragstrukturen. Die Arbeitsgebiete reichen dabei vom Bauen mit Textilien und Glas bis zu neuen Strukturen in Stahl- und Spannbeton. Vom einzelnen Detail bis zur gesamten Struktur geht es um die Optimierung von Form und Konstruktion hinsichtlich Material- und Energieaufwand, Dauerhaftigkeit und Zuverlässigkeit, Rezyklierbarkeit und Umweltverträglichkeit.
Werner Sobek ist Mitglied im Stiftungsrat der Bundesstiftung Baukultur.
Im Dezember 2011 gründete Werner Sobek mit anderen den Stuttgart Institute of Sustainability Stiftung e. V., ein gemeinnütziger Verein, dessen Ziel die Förderung von Forschung über nachhaltige Bautechniken ist.
Von Anfang 2017 bis Ende 2020 stand Werner Sobek dem Sonderforschungsbereich SFB 1244 Adaptive Hülle und Strukturen für die gebaute Umwelt von morgen als Sprecher vor, Ende März 2021 trat er als Professor der Universität Stuttgart in den Ruhestand. Am 25. Mai 2023 hielt Werner Sobek seine Abschiedsvorlesung an der Universität Stuttgart. Sein langjähriger Weggefährte und Freund Christoph Ingenhoven hielt hierbei die Laudatio.
Am 14. November 2024 gründete er, zusammen mit den Wissenschaftlern und Hochschullehrern Dietmar Walberg, Elisabeth Endres, Manfred Norbert Fisch und Dirk Hebel die Initiative Praxispfad CO2-Reduktion im Gebäudesektor.

## Projekte

### Wohnhäuser

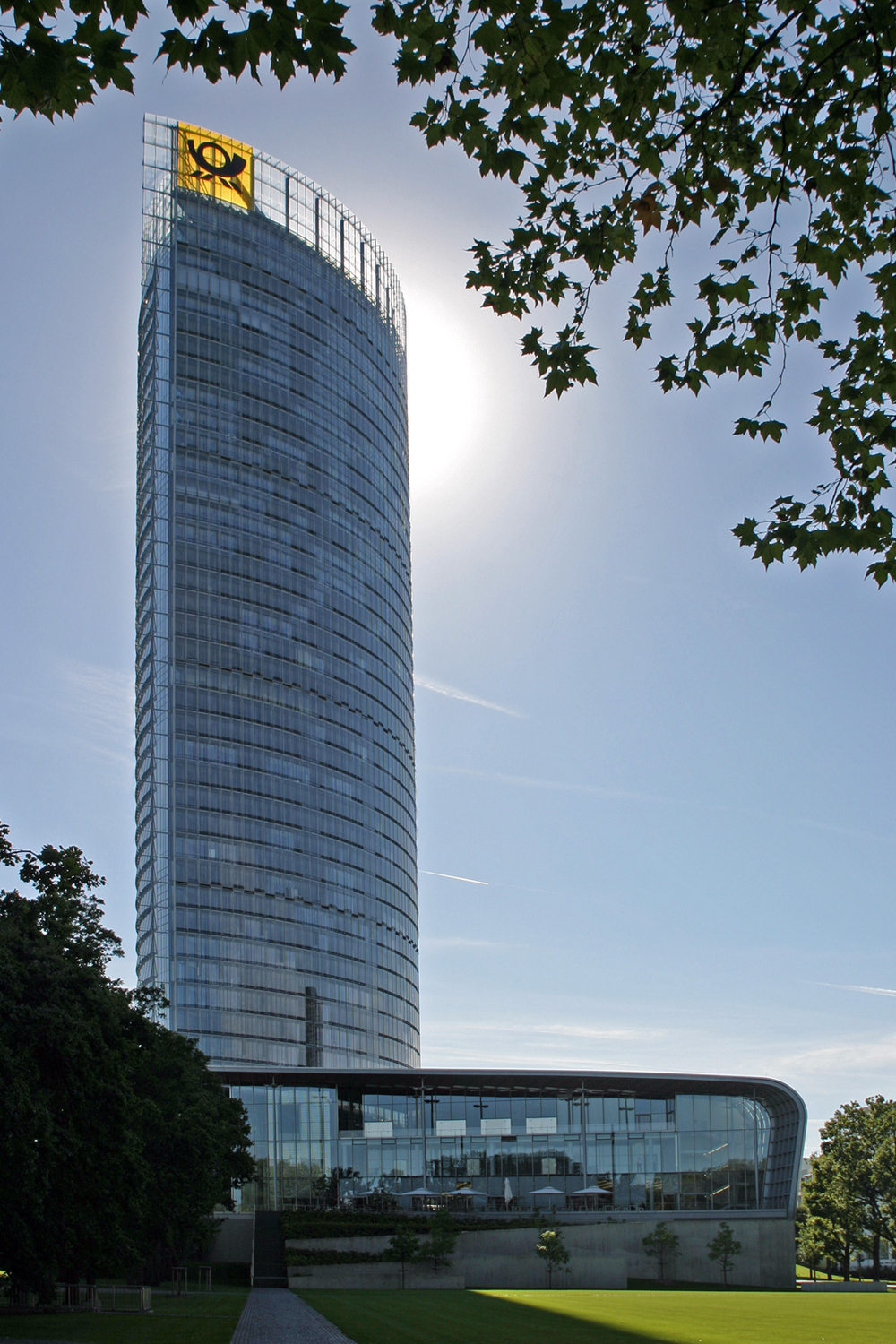
Post Tower in Bonn

Werner Sobek plant pro Jahr ein Wohnhaus. Diese Projekte dienen dem Büro als Experiment und Anschauungsobjekt für neue Technologien, die dann oft auch bei den größeren Projekten des Büros Verwendung finden.
Eines dieser Gebäude ist R128, das private Wohnhaus der Familie Sobek in Stuttgart. Das würfelförmige, viergeschossige, auf allen Seiten vollständig verglaste Gebäude ist nahezu komplett recycelbar und emissionsfrei. R128 ist modular aufgebaut. Der für Heizung und Regelungstechnik benötigte elektrische Strom wird photovoltaisch erzeugt.
Weitere Referenzbauten im Einfamilienhausbereich sind H16, D10, F87 (Effizienzhaus Plus mit Elektromobilität) und B10. Seine Studie R129 behandelt eine transparente Hülle, die dem Menschen Schutz bietet, ihm aber einen innigen Kontakt mit der umgebenden Natur erlaubt.

### Weitere Hochbauten

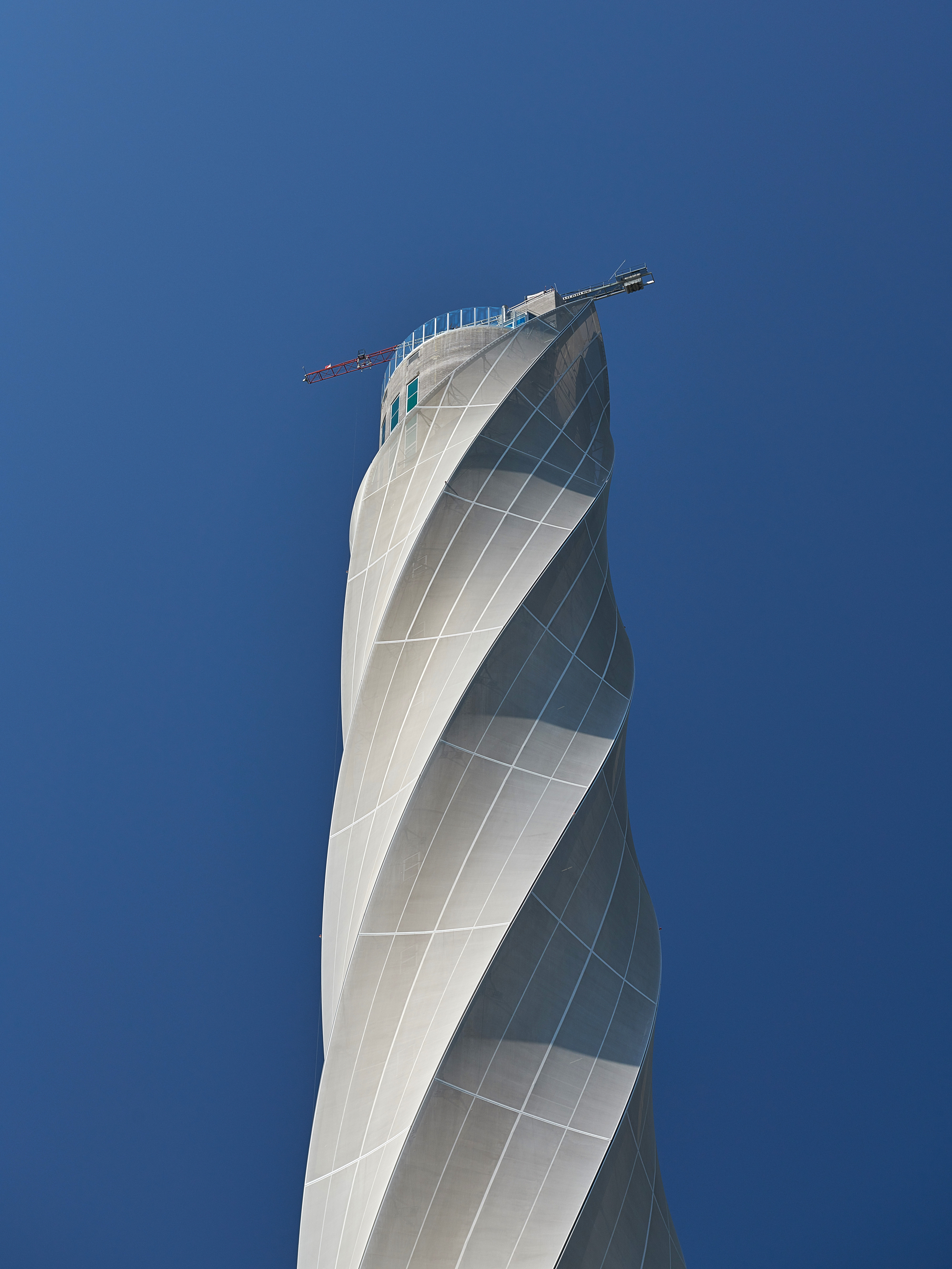
Der Thyssenkrupp Testturm, ein Turm zum Testen von neuen Aufzügen, mit Glasfasergewebe als Membran

- Ecole Nationale d’Art Décoratif, Limoges, 1997, Entwurf: Finn Geipel (Architekt)
- Interbank, Lima, 2001, Entwurf: Hans Hollein
- Centercourt-Überdachung Tennisstadion Rotherbaum, Rotherbaum, Hamburg, 1999
- Messestände für Audi AG, Daimler Chrysler AG, BMW AG, Deutsche Post AG, Mercedes-Benz, Mero
- Sony Center, Berlin, 2000, Entwurf: Helmut Jahn
- Post Tower, Bonn, 2002, Entwurf: Murphy und Helmut Jahn
- Mercedes-Benz Museum, Stuttgart, 2006, Entwurf: UNStudio
- Bangkok International Airport, 2006, Entwurf: Helmut Jahn
- Lufthansa Aviation Center, Hauptverwaltung der Lufthansa, Frankfurt, Entwurf: Christoph Ingenhoven
- Baldachin für den Papstbesuch in München, 2006
- Merck Serono Headquarters, Genf, 2006, Entwurf: Helmut Jahn
- Cité du Design, St. Etienne, 2009, Entwurf: Finn Geipel (Architekt)
- Iset Tower, 200 Meter Höhe, 52 Stockwerke, das zurzeit höchste bewohnbare Gebäude Jekaterinburgs; Generalplanung, Fassadengestaltung und -planung, Innendesign, Überarbeitung des MEP-Konzepts und der Baupläne; Planung 2011–2012; Ausführung 2011–2014[12]
- Fassadenplanung des DC Towers, Wien, 2013, Entwurf: Dominique Perrault
- Glas-Flugdach für den ZOB Hannover, 2014
- Wohnhochhaus Weitblick, Lörrach, 2014-2016, Tragwerksplanung
- Thyssenkrupp Testturm in Rottweil mit Helmut Jahn, 2017
- SLT 107 Schwabenlandtower (Statik), Fellbach, gepl. Fertigst. unklar
- The Icon Vienna 2015-2018 Fassadenplanung

### Design
- Doppelmayr Kabinendesign, Koblenz, 2010
- NY City Lights, New York City, 2004
- Seilendbeschlag, 2001
- Airport Chair, 2001

## Veröffentlichungen (Auswahl)

### Artikel in Zeitschriften
- Zum Entwerfen im Leichtbau. In: Bauingenieur, 70/1995, S. 323–329.
- mit M. Kutterer, R. Messmer: Untersuchungen zum Schubverbund bei Verbundsicherheitsglas – Ermittlung des zeit- und temperaturabhängigen Schubmoduls von PVB. In: Bauingenieur. 75/2000, Nr. 1, S. 41–46.
- mit W. Haase, P. Teuffel: Adaptive Systeme. In: Stahlbau, 69(7), 2000, S. 544–555.
- mit W. Sundermann, N. Rehle, H. G. Reinke: Tragwerke für transparente Hochhäuser. In: Bauingenieur. 76, 2001, S. 326–335.
- Glass Structures. In: The Structural Engineer. Vol. 83, Nr. 7, 5. April 2005, S. 32–36.
- mit Lucio Blandini: Die „Glaskuppel“. Prototyp einer rahmenlosen selbsttragenden Glasschale. In: Beratende Ingenieure. 11/12, 2005, S. 23–28.
- mit Stephen Hagenmayer, Michael Duder, Thomas Winterstetter: Die „Highlight Munich Business Towers“ in München. Tragwerksplanung und statische Nachweise. In: Bautechnik. 4/2006, S. 247–253.
- Suvarnabhumi International Airport Bangkok – Tragwerk und Formfindung. In: Detail, 7/8 (2006), S. 818–919.
- Gedanken zu einer Reform der Bauingenieurausbildung. In: Bauen im Aufbruch?! Schriftenreihe der Stiftung Bauwesen. Heft 11, S. 65–73.
- Das Mercedes-Benz Museum in Stuttgart. Die Tragwerksplanung – Komplexe Geometrie in 3-D. In: Detail. 9, 2006, S. 9801–9981.
- mit Martin Kobler: Form und Gestaltung von Betonschalen. In: Beton-Kalender. 2007 Teil 2, S. 1–18.
- mit Wolfgang Straub, Jan Ploch: Teilüberdeckelung einer innerstädtischen Bundesstraße mit Spannbetonfertigteilen. In: Beton- und Stahlbetonbau. 2/2007, S. 114–119.
- mit Hans Georg Reinke, Tobias Berger, Dietmar Klein, Patrick Prasser: Lufthansa Aviation Center. Die Neue Hauptverwaltung in Frankfurt. In: Beratende Ingenieure. 1/2, 2007, S. 18–21.
- Bauschaffen – auch im Sinn der Nachhaltigkeit. In: archplus. 184, Okt. 2007, S. 88 f.
- mit Wilfried Laufs, Angelika Schmid, Ed Rossier: Innovative Steel Structures for Museo del Acero in Mexico. In: Structural Engineering International. 1/2008, S. 15–19.
- mit Angelika Schmid, Frank Heinlein: Innovative Stahltragwerke für das Museo del Acero in Mexiko. In: Stahlbau. 77, Heft 8, 2008, S. 551–554.
- mit Karl Gertis, Gerd Hauser, Klaus Sedlbauer: Was bedeutet „Platin“? Zur Entwicklung von Nachhaltigkeitsbewertungsverfahren. In: Bauphysik 30, Heft 4, 2008, S. 244–256.
- mit Heiko Trumpf, Lena Stork, Nik Weidler: The Hollaenderbruecke. Economic and architecturally sophisticated design employing steel and GFRP. In: Steel Construction 1, Heft 1, 2008, S. 34–41.
- mit Angelika Schmid, Frank Heinlein: From Mill to Museum. In: Modern Steel Construction. Juni 2008, S. 26–29.
- mit Wolfgang Straub, Angelika Schmid: Horizon Serono – Konstruktion des weltweit größten zu öffnenden Glasdaches und der darunterliegenden Forumfassade. In: Stahlbau. 78, Heft 1, 2009, S. 1–10.
- Das Deutsche Gütesiegel Nachhaltiges Bauen – ein neues Instrument zur Planung und Zertifizierung von Nachhaltigkeit. In: VDI-Jahresausgabe 2009/2010 der Fachzeitschrift „Bauingenieur“ Band 84, September 2009, S. 90–91.
- mit Frank Tarazi: Ein weiterer Schritt hin zur entmaterialisierten Gebäudehülle – das Neue Verwaltungsgebäude der Europäischen Investitionsbank in Luxemburg. In: Bauingenieur. Band 85, Januar 2010, S. 29–35.
- mit Holger Hinz: Der Neubau des Emil-Schumacher-Museums in Hagen. In: Stahlbau Spezial 2010 – Konstruktiver Glasbau. S. 30–33.
- Wie weiter Bauen? Editorial. In: Beton- und Stahlbetonbau. 105, Heft 4, 2010, S. 205.
- mit Holger Hinz, Wolfgang Sundermann: Die Sanaya Towers in Amman. Eine tragwerksplanerische Herausforderung. In: Beton- und Stahlbetonbau 105, Heft 4, 2010, S. 244–247.
- mit Heiko Trumpf, Frank Heinlein: Recyclinggerechtes Konstruieren im Stahlbau. In: Stahlbau. 79, Heft 6, 2010, S. 424–433.
- Die Zukunft des Leichtbaus: Herausforderungen und mögliche Entwicklungen. In: Bautechnik 92 (2015), Heft 12. S. 879–882.

### Artikel in Sammelbänden
- Archi-Neering – Visions of an Architecture for the 21st Century. In: Glass Processing Days. Conference Proceedings 18 to 21 June 2001. Tamglass Ltd. Oy, Tampere, Finland. Tampere 2001, S. 331–334.
- mit P. Teuffel: Adaptive Structures in Architecture and Structural Engineering. Smart Structures and Materials (SPIE Vol. 4330): Proceedings of the SPIE 8th Annual International Symposium, 4-8 March 2001, Newport Beach, CA, USA. Ed. Liu, S. C., SPIE, Bellingham, S. 36–45.
- mit P. Teuffel: Neue Entwicklungen im Leichtbau: Adaptive Tragwerke. In: Ingenieurbaukunst in Deutschland. Jahrbuch 201. Junius, Hamburg 2001.
- mit P. Teuffel: Adaptive Lightweight Structures. In: J. B. Obrebski (Hrsg.): Lightweight Structures in Civil Engineering: Proceedings of the International IASS Symposium 24–28 June 2002, Warsaw, Poland. Micro Publisher, Wydawnictwo Naukowe, S. 203–210.
- Über Schachtelhalme, Türme und Hochhäuser. In: Der Traum vom Turm. Hochhäuser: Mythos – Ingenieurkunst – Baukultur. Katalog zur gleichnamigen Ausstellung im NRW-Forum Kultur und Wirtschaft Düsseldorf vom 6. November 2004 bis zum 20. Februar 2005. Hatje-Cantz, Ostfildern 2004, S. 42–57.
- mit P. Teuffel, A. Weilandt, C. Lemaitre: Adaptive and Lightweight. Adaptables2006, TU/e, International Conference On Adaptable Building Structures, Eindhoven The Netherlands 03–05 July 2006.
- Engineered Glass. In: Michael Bell, Jeannie Kim (Hrsg.): Engineered Transparency – The Technical, Visual, and Spatial Effects of Glass. Princeton Architectural Press, New York 2009, S. 169–182.
- mit Klaus Sedlbauer, Heide Schuster: Sustainable Building. In: Hans-Jörg Bullinger (Hrsg.): Technology Guide. Principles – Applications – Trends. Springer, Heidelberg 2009, S. 432–435.
- Vom Institut für Massivbau zum Institut für Leichtbau Entwerfen und Konstruieren. Das Institut nach der Emeritierung von Fritz Leonhardt. In: Joachim Kleinmanns, Christiane Weber (Hrsg.): Fritz Leonhardt 1909–1999. Die Kunst des Konstruierens. The Art of Engineering. Axel Menges, Stuttgart 2009, S. 160–163.
- Modulares Bauen für preisgünstigen Wohnungsbau – das Beispiel der Aktivhaus-Siedlung in Winnenden. In: Bundesingenieurkammer (Hg.): Ingenieurbaukunst 2018. Made in Germany. Ernst & Sohn: Berlin, 2017. S. 32–37.
- La légèreté: comment réinventer le construire. In: Jana Revedin (Hg.): Construire avec l’immatériel. Editions Gallimard: Paris, 2018. S. 82–95.

### Monografien
- non nobis – über das Bauen in der Zukunft: Die Randbedingungen des Zukünftigen. Band 2. Av edition, Stuttgart 2023, ISBN 978-3-89986-384-0.
- non nobis – über das Bauen in der Zukunft: Ausgehen muss man von dem, was ist. Band 1. Av edition, Stuttgart 2022, ISBN 978-3-89986-369-7.
- Wie weiter wohnen? In: Werner Sobek, Bettina Hintze (Hrsg.): Die besten Einfamilienhäuser – innovativ und flexibel. Callwey, München 2008, S. 8–13.
- mit Helmut C. Schulitz, K. J. Habermann: Stahlbau Atlas. Birkhäuser, Basel/ Boston/ Berlin 1999.
- mit Christian Schittich, Gerald Staib, Dieter Balkow, Matthias Schuler: Glasbau Atlas. 1. Auflage. Birkhäuser Verlag, Basel 1998, ISBN 3-7643-5944-7.

## Ausgewählte Auszeichnungen
- 1981: Preis der Freunde der Universität Stuttgart für besondere wissenschaftliche Leistungen, Stuttgart
- 1983: Fazlur R. Khan Award der SOM (Skidmore, Owings and Merrill)Foundation, New York
- 1989: Hubert Rüsch Preis des Deutschen Betonvereins
- 1997: Holzbaupreis Baden-Württemberg
- 1998: DuPont Benedictus Award – Honorable Mention; IFAI-Design-Award Industrial Fabrics Association International (IFAI)
- 1999: Fritz-Schumacher-Preis der Alfred Toepfer Stiftung F.V.S.; Auszeichnung “Bauwerk des Jahres” des AIV Architekten- und Ingenieur-Verein Hamburg; European Gluelam Award; Holzbaupreis Hessen; Deutscher Holzleimbaupreis
- 2001: DuPont Benedictus Award – Exceptional Merit
- 2002: Innovationspreis Architektur und Präsentation; Auszeichnung „Beispielhaftes Bauen Stuttgart, 1997–2001“; MSH-Preis für Architektur; SEAOI Excellence in Structural Engineering Award – Best Small Structure; RIBA Award; BDA Bremen; Auszeichnung guter Bauten des BDA Baden-Württemberg
- 2003: iF design award; Hugo-Häring-Preis des BDA – Bund Deutscher Architekten
- 2004: Preis des Deutschen Stahlbaus – Auszeichnung; RIBA Award
- 2005: Detailpreis; Auguste-Perret-Preis der UIA – Union Internationale des Architectes; NYC Art Commission Award for Excellence in Design; Fazlur R. Khan Medal des CTBUH – Council on Tall Buildings and Urban Habitat; Ehrenmedaille der Ingenieurkammer Baden-Württemberg; Deutscher Fassadenpreis
- 2006: Balthasar-Neumann-Preis; Auszeichnung des Art Directors Club (ADC) – Gold; Auszeichnung des Deutschen Designer Clubs (DDC) – Silber; Deutscher Kritiker Preis Architektur; Preis des Deutschen Stahlbaus; Oscar Faber Award der Institution of Structural Engineers, London; Hugo-Häring-Preis des BDA – Bund Deutscher Architekten; AIA Distinguished Building Award
- 2008: Architekturpreis Beton
- 2009: AIA Honor Award; Deutscher Holzbaupreis; Schweizer Stahlbaupreis Prix Acier Stahlbau Zentrum Schweiz; Hugo-Häring-Preis; Auszeichnung „Köpfe“ der Zeitschrift „Immobilienwirtschaft“; Chicago Chapter AIA Award; Hugo-Häring-Preis; DAM Preis für Architektur in Deutschland; Europäischer Architekturpreis; Prix Spécial de l’Equerre d’argent; Ehrendoktorwürde der TU Dresden
- 2010: Médaille de la Recherche et de la Technique de l’Académie d’Architecture; DAM Preis für Architektur
- 2011: SEAOI Structural Engineering Award – Best Large Structure; The World’s Best Tall Building Award;
- 2012: Hugo-Häring-Preis des BDA – Bund Deutscher Architekten; Prime Property Award (1. Preis); Deutscher Solarpreis
- 2013: Verdienstorden des Landes Baden-Württemberg; IASS Tsuboi Award; Nike BDA Architekturpreis; American Architecture Award; Ehrendoktorwürde der TU Graz; AIA Chicago Design Excellence Award; ImmobilienAward Metropolregion Stuttgart
- 2014: CTBUH 10 Year Award
- 2015: SEAOI Award of Merit; Fritz-Leonhardt-Preis;[13] AIJ AWARDS (Selected Architectural Designs / Architectural Institute of Japan); materialPREIS; JSCA Incentive Award; BCS Award (Building Contractors Society); IFAI Outstanding Achievement Award
- 2016: iF Design Award; Große Ehrenplakette der Stadt Aalen in Silber;[14] Iconic Awards – Best of Best; Industriebaupreis; BIM Award – Sonderpreis;[15] BIM Award – Auszeichnung
- 2017: Ingenieurpreis des Deutschen Stahlbaus; Premio Natura; Deutscher Holzbaupreis;[16] materialPREIS; Architekturpreis Beton; Hugo Häring Auszeichnung; A‘ Design Award – Certificate of Excellence
- 2018: Balthasar-Neumann-Preis; Industriebaupreis; Deutscher Ingenieurbaupreis;[17] Paul Harris Fellow; Matsui Gengo Special Award
- 2019: Global Award for Sustainable Architecture[18]
- 2022: Verdienstorden der Bundesrepublik Deutschland (Verdienstkreuz am Bande)

## Ausstellungen
- 06/1999 – 11/1999: Archi-neering (Städtisches Museum Leverkusen)
- 09/2002 – 10/2002: Beyond Materiality (Aedes Galerie East, Berlin)
- 11/2003: Beyond Materiality (Messe Tokyo)
- 11/2003 – 11/2004: Beyond Materiality – China Tour (Peking, Houa Zhong Keij, Beifang Jidaoda, Suzhou, Zhejiang, Fuzhou, Kanton, Shenzhen)
- 05/2004 – 08/2004: show me the future – wege in die zukunft (Pinakothek der Moderne, München)
- 09/2004 – 11/2004: Sobek und Seele – Glasfassaden mit hoher Performance (Architekturmuseum Schwaben, Augsburg)
- 02/2005: Merging Architecture and Engineering – Lightweight, Adaptivity and Transparency (American University of Cairo)
- 05/2009 – 06/2010: Designing the Future (Goethe-Institut Jakarta u. a. (Wanderausstellung))
- 06/2009 – 09/2009: Skizzen für die Zukunft. Werner Sobek und das ILEK (Ringturm-Galerie Wien)
- 11/2009 – 12/2009: Skizzen für die Zukunft. Werner Sobek und das ILEK (FH Kärnten, Spittal)
- 03/2010 – 05/2010: Designing the Future (Goethe-Institut La Paz u. a. (Wanderausstellung))
- 05/2010 – 06/2010: Sketches for the Future. Werner Sobek and the ILEK (Architecture Biennale Moscow 2010)
- 06/2025 – 10/2025: Architecture and Energy. Bauen in Zeiten des Klimawandels. Deutsches Architekturmuseum[19]